# Eustace Percy
Eustace Sutherland Campbell Percy, 1er baron Percy de Newcastle, (21 mars 1887 - 3 avril 1958), est un diplomate britannique, homme politique conservateur et fonctionnaire. Il est président du Board of Education sous Stanley Baldwin entre 1924 et 1929.

## Jeunesse et formation
Percy est né dans une famille noble: il est le septième fils de Henry Percy (7e duc de Northumberland), et de Lady Edith, fille de George Campbell (8e duc d'Argyll). Henry Percy, comte Percy et Alan Percy (8e duc de Northumberland), sont ses frères aînés. Son oncle, le neuvième duc d'Argyll, est marié à la princesse Louise, fille de la reine Victoria. Une nièce épouse plus tard John Egerton (6e duc de Sutherland). Il fait ses études au Collège d'Eton et à Christ Church, à Oxford.

## Carrière politique
Percy sert dans le service diplomatique entre 1911 et 1919. De 1919 à 1922, il représente Holborn au Conseil du comté de Londres comme membre du Parti réformiste municipal. En 1921, il est élu député pour Hastings, un siège qu'il occupe jusqu'en 1937. En mars 1923, il est nommé secrétaire parlementaire du Conseil de l'éducation par Bonar Law. Lorsque Stanley Baldwin devient Premier ministre en mai de la même année, Percy est transféré au poste de secrétaire parlementaire du ministère de la Santé, où il reste jusqu'à la chute du gouvernement en janvier 1924. Lorsque les conservateurs reviennent au pouvoir en novembre 1924, il est nommé président du Conseil de l'éducation par Baldwin, avec un siège dans le cabinet et admis au Conseil privé. Il reste à la tête du Board of Education jusqu'à la chute du gouvernement en juin 1929.
Percy n'entre pas dans le gouvernement national de Ramsay MacDonald entre 1931 et 1935, mais lorsque Baldwin revient comme premier ministre en juin 1935, il redevient membre du cabinet en tant que ministre sans portefeuille, poste qu'il occupe jusqu'en 1936. Chargé de la direction politique du gouvernement dans ce dernier rôle, il est souvent surnommé le «ministre de la Pensée» par la presse. Dans les années 1930, il appelle à un gouvernement régional pour le nord-est de l'Angleterre, souhaitant spécifiquement être ministre de la région.
Dans sa conférence Riddell de 1944, Percy demande que la loi soit radicalement modifiée pour reconnaître les entreprises comme des associations d'employés productifs, plutôt que comme des associations d'actionnaires. Voici ses paroles: «Voici le défi le plus important à l'invention politique jamais proposé au juriste ou à l'homme d'État. L'association humaine qui produit et distribue de fait la richesse, l'association des ouvriers, des cadres, des techniciens et des directeurs n'est pas une association reconnue par la loi. L'association que la loi reconnaît - l'association des actionnaires, des créanciers et des administrateurs - est incapable de produire et de distribuer et n'est pas censée remplir ces fonctions. Nous devons donner droit à la véritable association et retirer le privilège de sens de l'imaginaire. » 
En 1945, Percy préside le comité sur l'enseignement technologique supérieur qui aboutit au rapport Percy. Il préside aussi une commission royale qui examine la législation sur la santé mentale dans les années 1950 et est recteur du King's College, Durham (aujourd'hui Newcastle University) entre 1937 et 1951, ainsi que vice-chancelier de l'Université de Durham. En 1953, il est élevé à la pairie comme baron Percy de Newcastle, d'Etchingham dans le comté de Sussex.

## Famille
Il épouse Stella Katherine, fille du major-général Laurence George Drummond, en 1918. Ils ont deux filles. Il est décédé en avril 1958, âgé de 71 ans. Comme il n'a pas de fils, la baronnie s'éteint à sa mort .